# Koháry

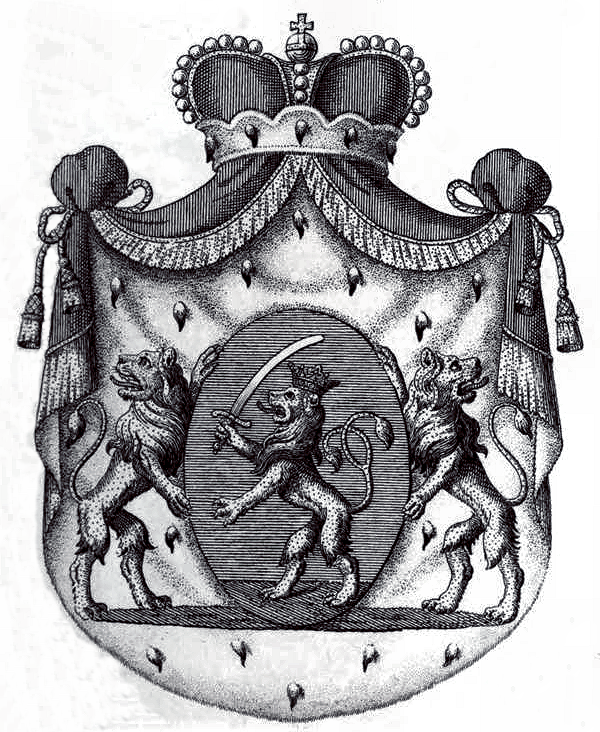
Fürstliches Wappen des Franz Koháry zu Czsabrag de Sitna 1815

Die Koháry waren ein ungarisches katholisches, zuletzt gefürstetes Adelsgeschlecht. Durch die Heirat von Ferdinand Georg von Sachsen-Coburg-Saalfeld mit Prinzessin Maria Antonie Gabriele von Koháry ging es im Haus Sachsen-Coburg-Koháry auf.

## Familiengeschichte

### Ursprung der Familie
Das Stammhaus Kohár befindet sich im Komitat Zala.
1470 wird ein György Koháry am Hofe König Matthias Corvinus erwähnt: Nobilis Georgius Koháry Matthiae Corvini Regis Hungariae Aulicus – Der Edle Georg Koháry, zum Hofe des Matthias Corvinus, König von Ungarn gehörig. 1510 wird ein Benedikt Koháry als Edler am Hofe König Ladislaus genannt.

### Aufstieg im Kampf
Nach der Schlacht bei Mohács 1526 und der Dreiteilung Ungarns kämpfen die Kohárys an der Seite der Habsburger gegen die Osmanen.
Georg von Kohary (1505–1566) kämpft unter Nikolaus Zriny gegen die Türken und fällt 1566 bei Kanisza. Über seinen Sohn Imre Koháry, verheiratet mit Katharina von Jakoffy, ist wenig bekannt. Der Aufstieg der Familie beginnt mit ihrem Sohn Peter Koháry (1564–1619). Dieser erhielt am 15. Februar 1616 das ungarische Baronat von Czabragh (heute Burgruine Čabrad). Peter Kohary wurde zum Kommandanten der Festung Neuhäusl ernannt und verteidigte diese gegen die Osmanen und 1619 gegen Gabor Bethlen. Letzterer konnte die Festung stürmen und hielt Peter Kohary bis zum Frieden von Nikolsburg in Kaschau gefangen. Stephan Kohary (1616–1664) kämpfte wie sein Vater für die Habsburger, 1645 und 1647 gegen die Schweden, im Türkenkrieg 1663/1664 fiel er in der Schlacht bei Lewenz.

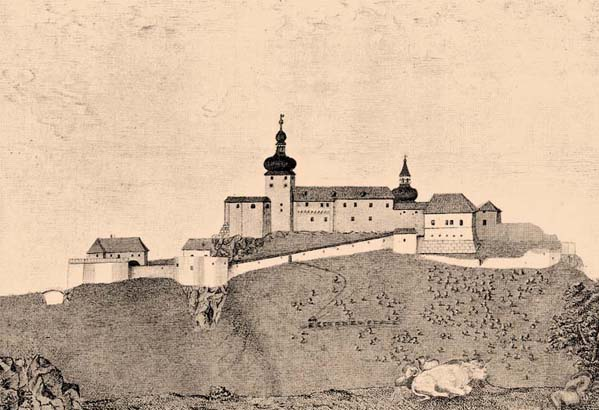
Burg Čabraď (Csabrag), 1622 an Peter Kohary verliehen
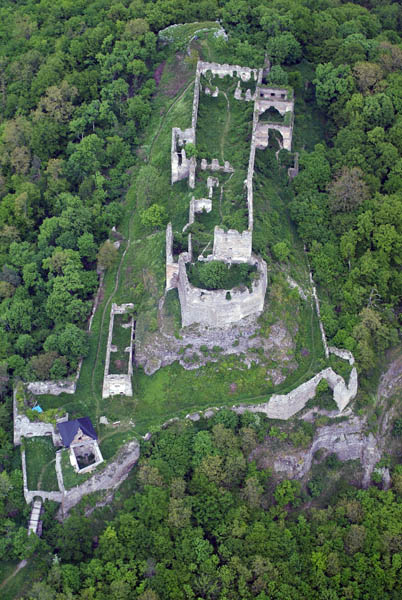
Ruine der Burg Csabrag
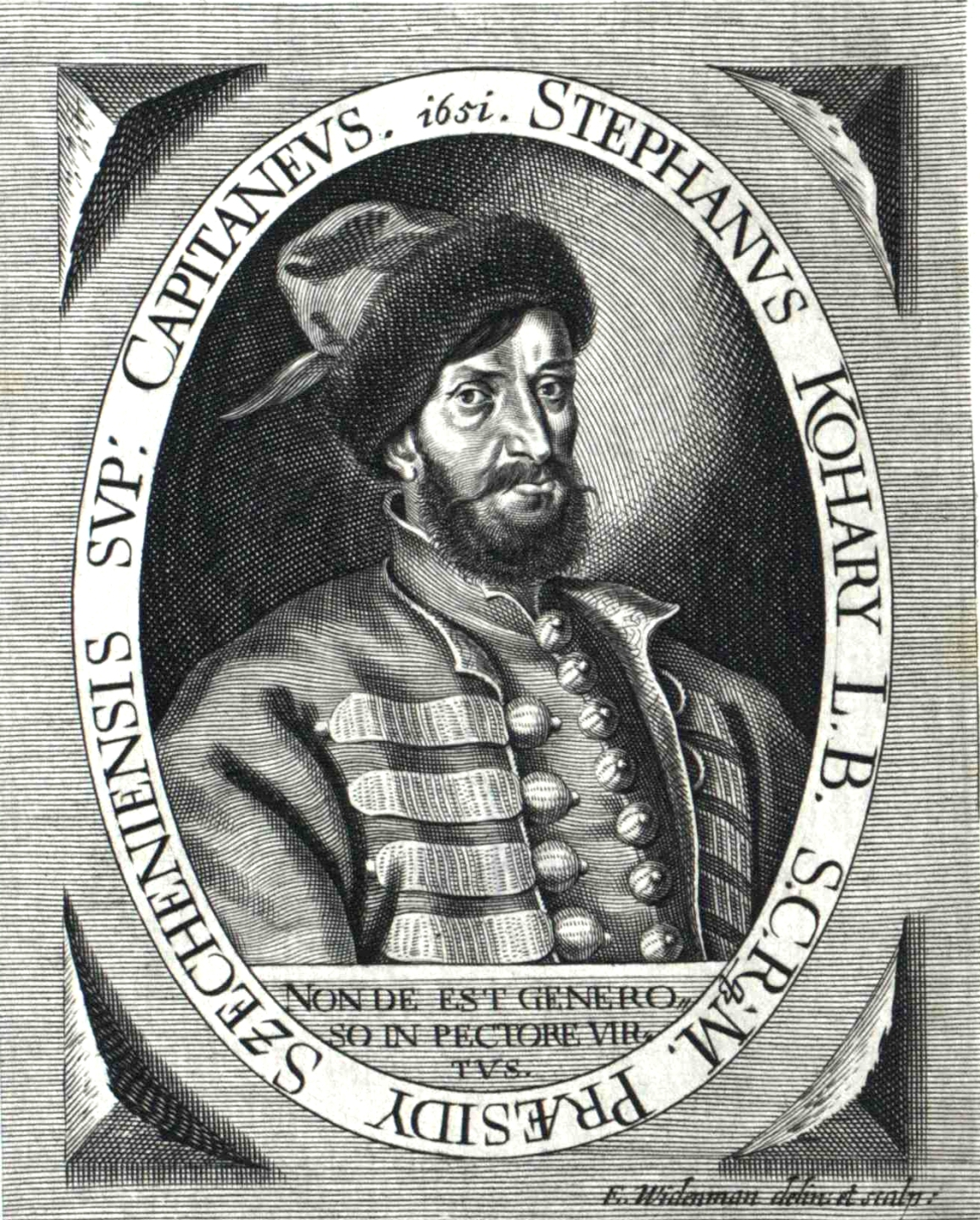
Stephan (Istvan) Kohary (1616–1664)

### Erhebung in den Grafenstand

#### Stephan II. Koháry
Stephan II. (1649–1731) geriet während des Aufstands von Emmerich Thököly in dessen Gefangenschaft und schrieb dort Gedichte. Als Dank für seine Treue wurde er von Kaiser Leopold am 1. Juli 1685 in den Grafenstand erhoben. Sein Wahlspruch Dat Deus cui vult (Gott gibt wem er will) wurde ins Familienwappen übernommen. 1720 erweiterte er das Familienvermögen durch den Erwerb von Burg und Herrschaft Murany. Er starb unverheiratet und kinderlos. Sein Erbe fiel an die Nachkommen seines Bruders Wolfgang Graf Kohary (1654–1704).

#### Andreas Josef Graf von Koháry
Andreas (1694–1757) wurde am 30. November 1694 in Schloss Csábragh in Ober-Ungarn geboren. Als drittgeborener Sohn des Grafen Wolfgang aus dessen Ehe mit Maria Luise Gräfin Rechberg und Neffe von Stephan II., trat er in die kaiserliche Armee ein und nahm, erst zwanzig Jahre alt, 1716 und später im damaligen Kürassier-Regiment Seherr an den Türkenkriegen teil. Bei Peterwardein unter Prinz Eugen im Jahr 1716 wurden ihm drei Pferde nacheinander unterm Leib erschossen; nichtsdestoweniger bestieg er, um sich noch weiter am Kampfe zu beteiligen, ein viertes. Später wurde er bei Belgrad verwundet. Als 1734 die Kämpfe erneut begannen und vornehmlich Österreich zu rüsten begann, errichtete Obristleutnant Koháry auf eigene Kosten, welche über 150.000 Gulden betrugen, ein Dragoner-Regiment, das im Jahr 1766 als Dragonerregiment „Althann“ weitergeführt wurde. Koháry wurde zum Obersten befördert und Inhaber dieses von ihm errichteten Regiments, im Jahr 1736 Generalmajor und 1740 aus Anlass der Thronbesteigung der Kaiserin Maria Theresia Feldmarschallleutnant. Bei der Krönung der Kaiserin trat er die Stelle eines Kapitäns der ungarischen Leibgarde an, und 1748 ernannte ihn Maria Theresia zum General der Kavallerie. Er wurde mit dem Maria-Theresien-Kreuz ausgezeichnet. Aus seiner Ehe mit Maria Theresia Freiin von Thavonat (gest. 1773) hinterließ er sieben Kinder. Er starb am 4. Dezember 1758 (nach Nagy am 21. Dezember 1757) in Schloss Svätý Anton, das er sich in der Nähe von Csábragh erbaut hatte. 
Sein jüngster Sohn war Johann Nepomuk Koháry, der letzte Pächter des heutigen Wiener Burgtheaters; als Folge seines Bankrotts wanderte er unter abenteuerlichen Umständen nach Tiflis aus, wo er verstarb.

#### Ignaz Graf Kohary
Andreas vererbte seinem aus der Ehe mit Margaretha Theresia Freiin von Thavonat stammenden Sohn Ignaz Josef die Besitzungen. Ignaz wurde am 2. Dezember 1726 als zweitgeborener Sohn von Andreas Josef geboren. Er trat in das kaiserliche Heer ein und kämpfte im Siebenjährigen Krieg. 1745 befehligte er einen ungarischen Aufstand. Als jener der Kriegsbeschwerden überdrüssig und entschlossen war auseinanderzugehen, sorgte Ignaz Graf Kohary dafür, dass er nicht zerfiel. Nach dem Tod seines älteren Bruders Nikolaus 1769 folgte er diesem in der Obergespanwürde des Honter Komitates.

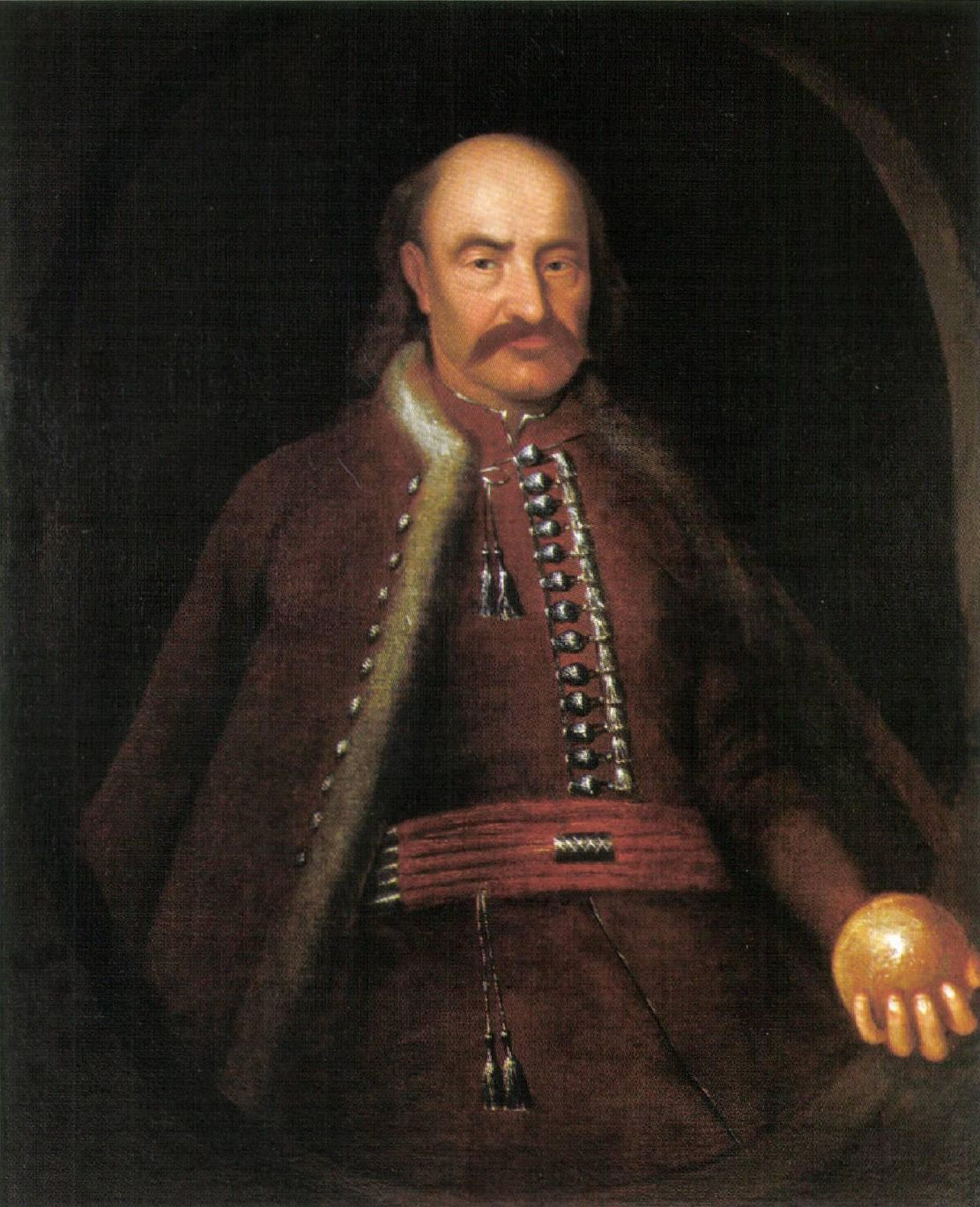
Graf Stephan II. Koháry (1649–1731)
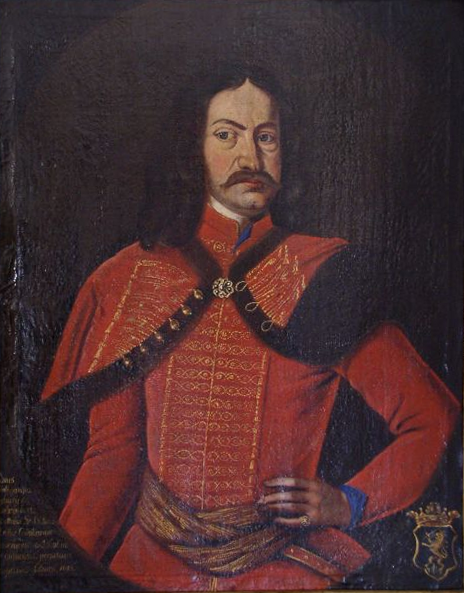
Graf Wolfgang Koháry (1654–1704)
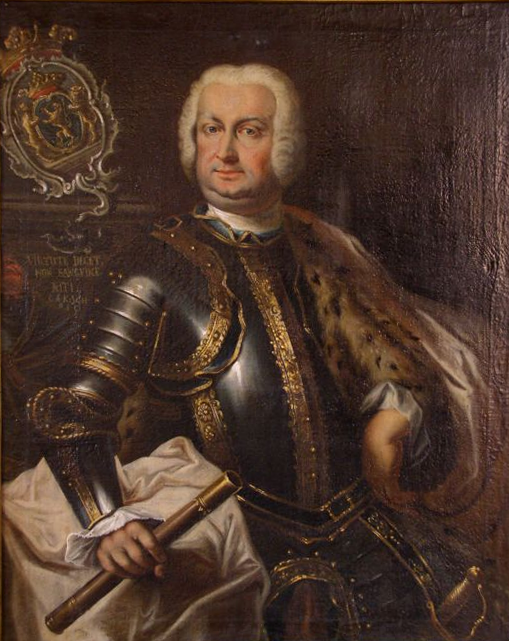
Graf Andreas Koháry (1694–1757)
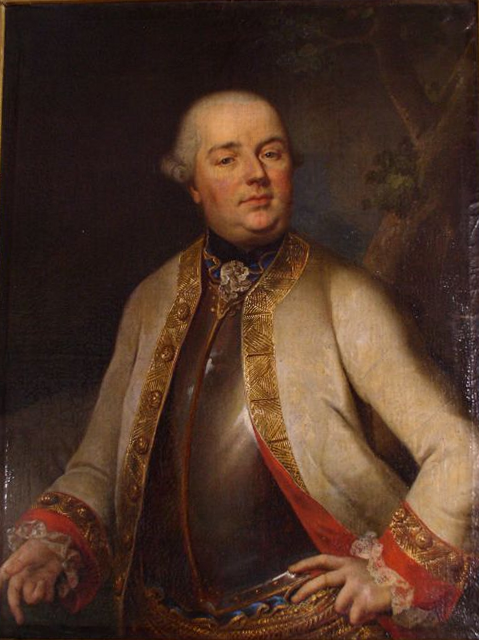
Graf Nikolaus Koháry (1721–1769)
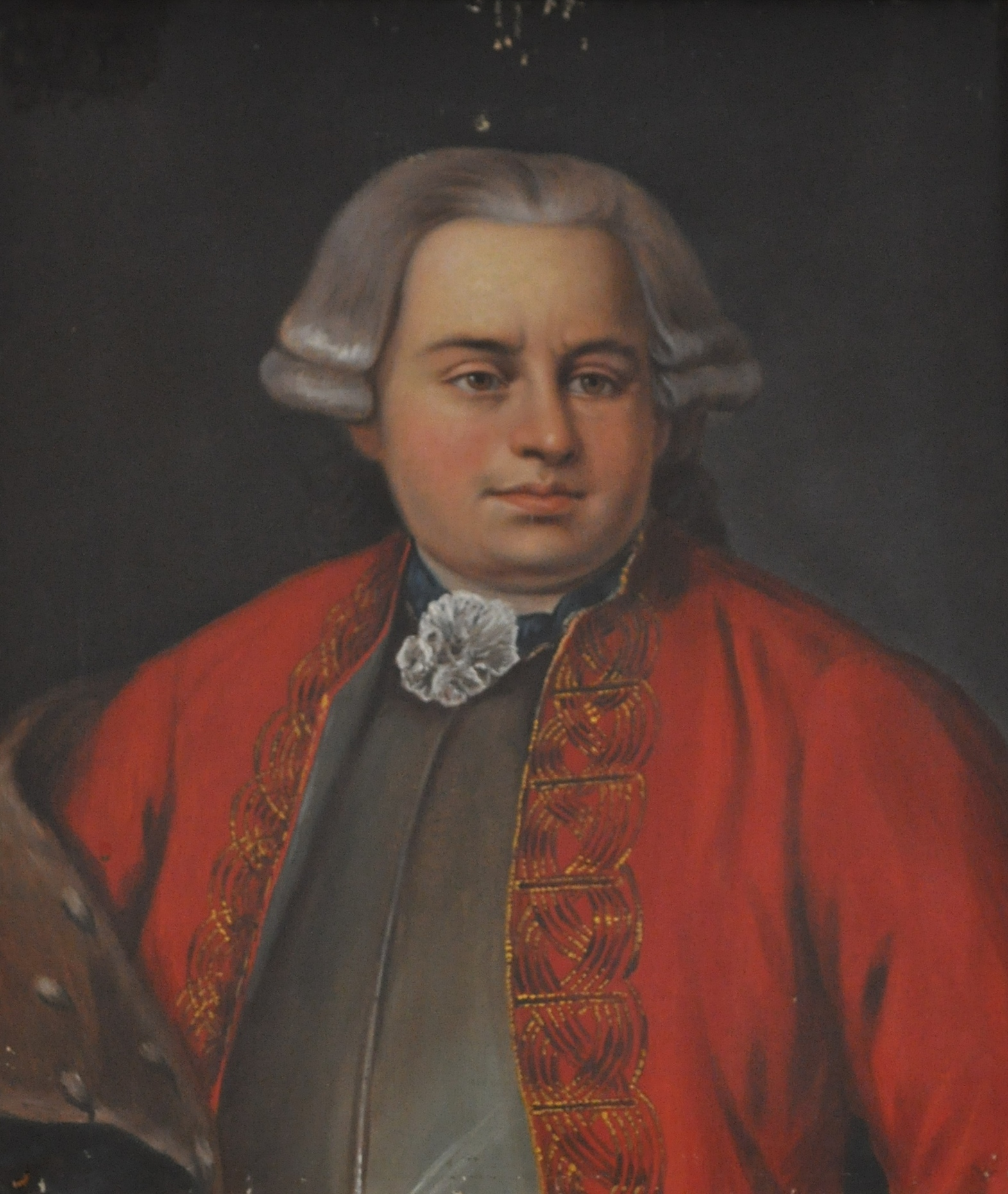
Graf Ignaz Josef Koháry (1726–1777)
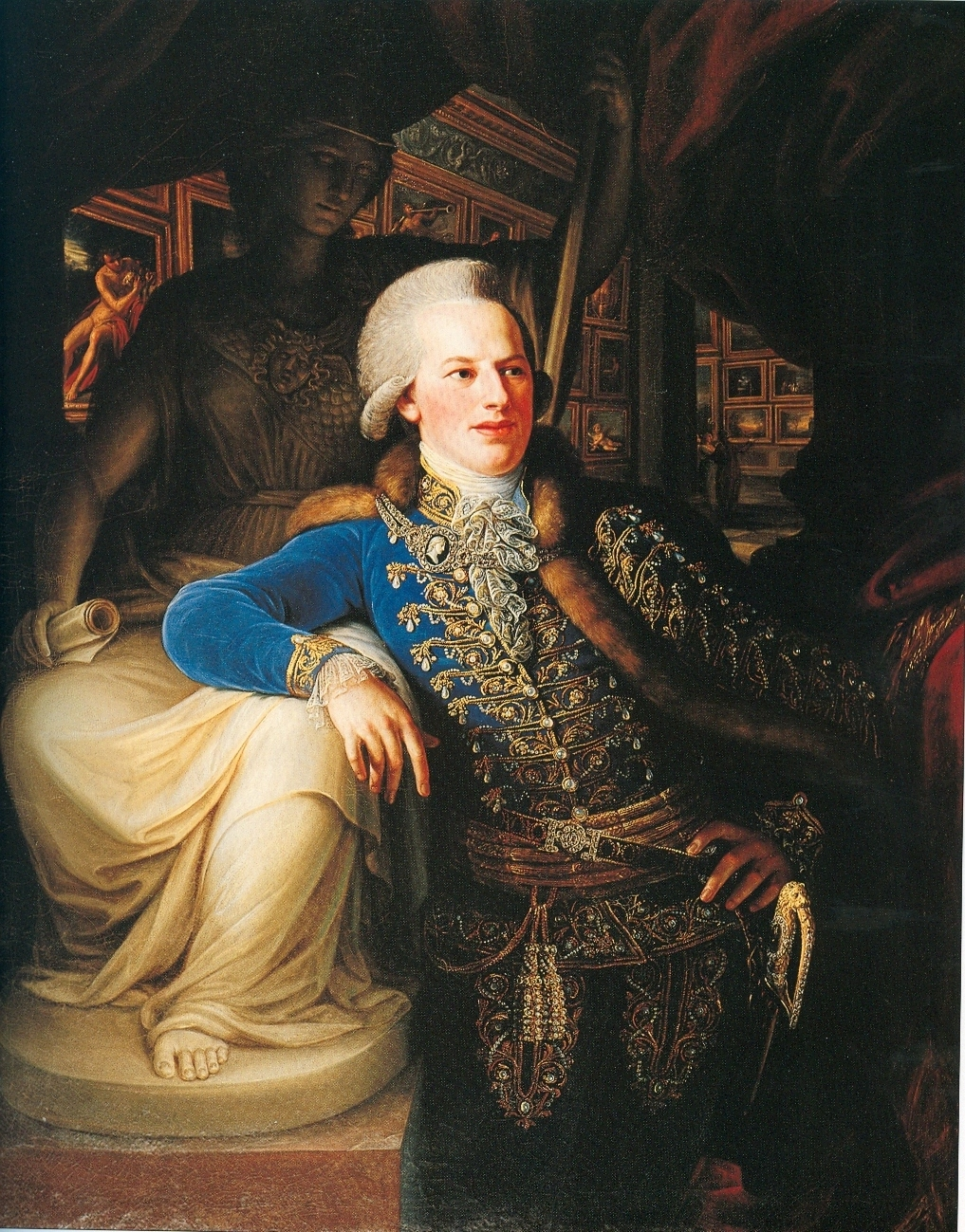
Graf Franz Josef Koháry (1767–1826) im Alter von 20 Jahren

### Die Fürsten Koháry

#### Franz Josef Kohary (1767–1826)
Nach Ignaz’ Tod am 10. Oktober 1777 ging der Besitz auf seine Gemahlin, die Gräfin Maria Gabriela von Koháry, geborene Gräfin Cavriany, über. Diese übte zusammen mit ihrem Bruder Ludwig Graf von Cavriany die Vormundschaft über ihren minderjährigen Sohn Franz de Paula (7. September 1767 – 27. Juni 1826) aus. Ab dem Jahr 1791 konnte der junge Graf dann selbst über seine ungarischen – er war auch Erbherr zu Murany, Baloghvár, Derencsény und Fülek – sowie über die drei niederösterreichischen Herrschaften in Ebenthal, Dürnkrut und Walterskirchen verfügen. Im Jahr 1815 wird Graf Franz de Paula von Koháry in den Fürstenstand erhoben. Das Genealogische Handbuch des Adels verzeichnet für Franz Josef Graf Koháry de Csabrág et Szitnya, den Vizekanzler der ungarischen Hofkanzlei, den österreichischen Fürstenstand primogen mit Verleihung am 15. November 1815 in Wien. Er war der letzte männliche Spross des Geschlechts in Ebenthal, denn der Name der Koháry erlischt mangels männlicher Erben 1822 endgültig.

#### Sachsen-Coburg-Koháry
Aus Franz Josefs Ehe mit der Gräfin Antonia von Waldstein entspross die 1797 geborene Tochter Maria Antonia, nach dem Tod ihres Bruders Franz (1792–1798) alleinige Erbin des riesigen Kohary-Vermögens. Durch ihre Ehe mit Ferdinand Georg August von Sachsen-Coburg begründete sie das Haus Sachsen-Coburg-Koháry.

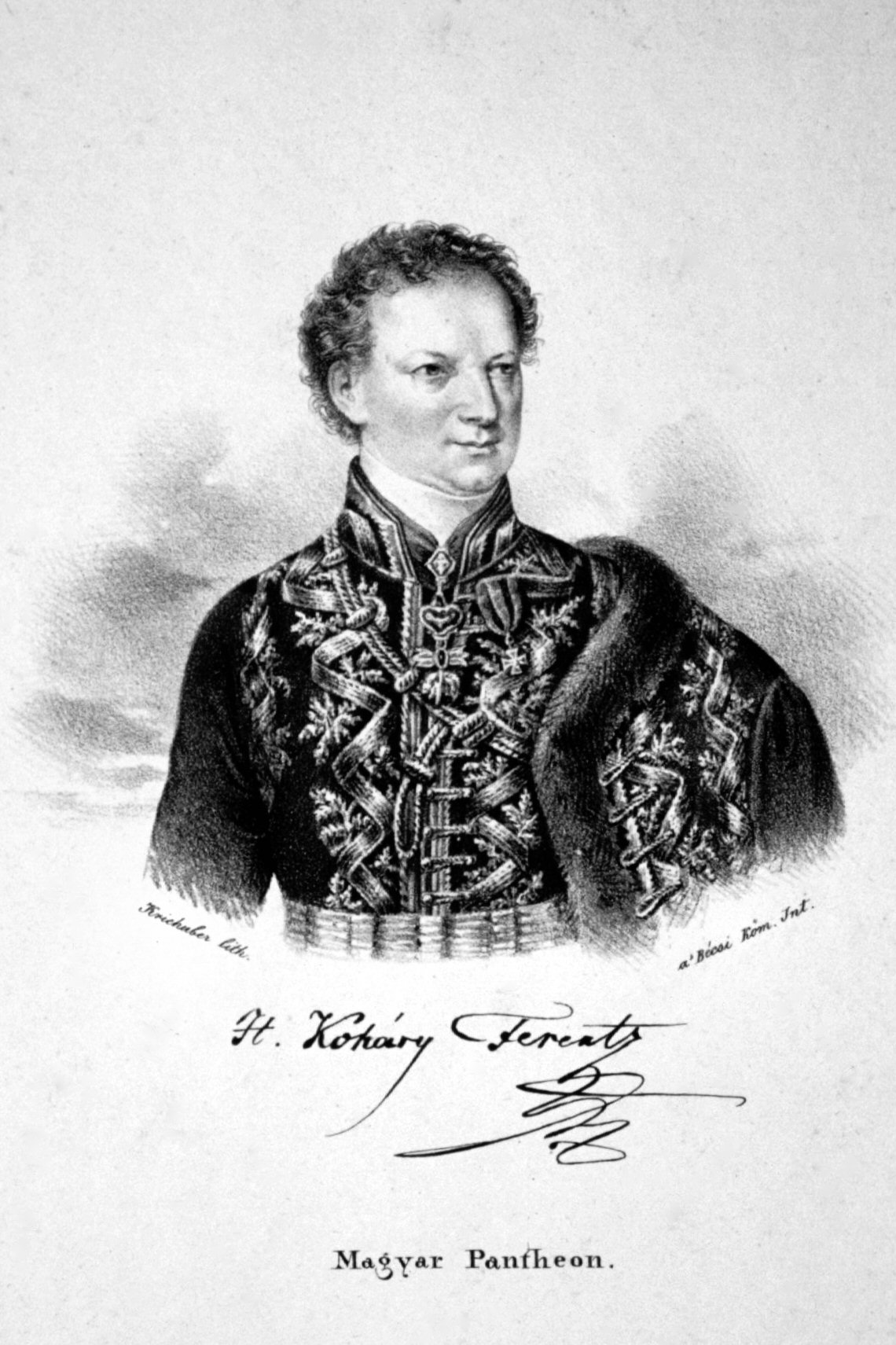
Franz Josef (1767–1826), erster Fürst Koháry, Lithographie von Josef Kriehuber, um 1826
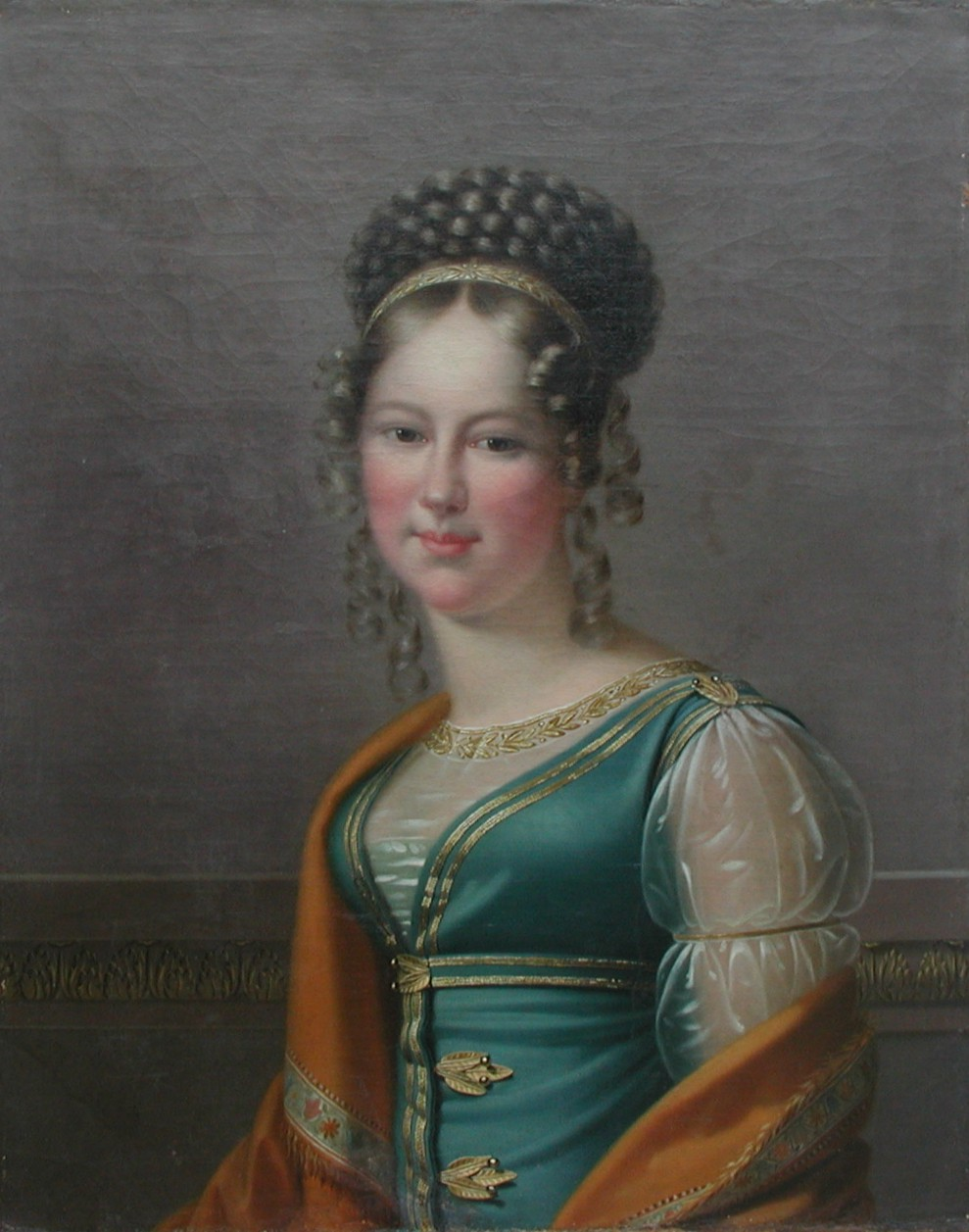
Maria Antonia Koháry (1797–1862) in ungarischer Magnatentracht, um 1815

## Stammliste
1. Georg von Kohary (1505–1566)
  1. Imre von Kohary
    1. Koháry Péter (1564–1629)
      1. Stephan I. Koháry (1616–1664)
        1. Stephan II. Koháry (1649–1731)
        2. Wolfgang Koháry (1650–1704) ⚭  Maria Luisa von Rechberg
          1. Georg Koháry (1688–1716)
          2. Johann Koháry (1689–1717)
          3. Andreas Koháry (1694–1758) ⚭ Margareta Therese Thavonath von Thavon
            1. Nikolaus Koháry (1721–1769)
            2. Ignaz Joseph Koháry (1726–1777) ⚭ Maria Gabriela Gräfin Cavriani (1736–1803)
              1. Franz Joseph Koháry (1760–1826)  ⚭ Maria Antonia Gräfin von Waldstein zu Wartenberg
                1. Franz Seraph Koháry (1792–1795)
                2. Maria Antonia Koháry (1797–1862) ⚭ Ferdinand Georg von Sachsen-Coburg-Saalfeld
                  1. Haus Sachsen-Coburg-Koháry

              2. Maria Theresia (1761–1812) ⚭ Graf Joseph Haller von Hallerkeö
                1. Franz Haller von Hallerkeö

              3. Josepha (1764–1815) ⚭ Graf Ferdinand Laurencin d’Armond
              4. Mária Anna Gabriela (1768–1822) ⚭ Baron Johann Baptist Gudenus (1753–1838)

            3. Anatal (1758)
            4. Maria ⚭ Graf Karl Erdődy
            5. Maria Theresia
            6. Karoline ⚭ Graf Josef Mittrowsky-Mitrowic
            7. Johann Nepomuk Koháry (1733–1780/1800) ⚭ Baronin Maria Theresia Pinelli
              1. Nikolaus Koháry (1764–1810) ⚭ Gräfin Maria Kinsky z Vchynic a Tetova (1775–1798)
              2. Josefa (1767–1803) ⚭ Graf Johann Sigmund von Riesch (1750–1821)
              3. Maria (1769–1824) ⚭ Graf József Forgách de Ghymes et Gács (1763–1832)

        3. Johann Koháry (1657–1690)

## Besitzungen
1723 gründete Stephan II. Koháry den Gräflich Koháryschen Fideikommisse. Eine Bestimmung in der Stiftungsurkunde des Gräflich Koháryschen Fideikommisses legte darin fest, dass der Inhaber desselben katholisch zu sein habe. Der Besitz umfasste Herrschaften in Murany, Baloghvár, Derencsény und Fülek (1945 dem Haus Sachsen-Coburg-Koháry enteignet) sowie die drei niederösterreichischen Herrschaften in Ebenthal, Dürnkrut und Walterskirchen und umfasste über 100.000 Joch Grundbesitz, Bergwerke und Fabriken.

### Schlösser

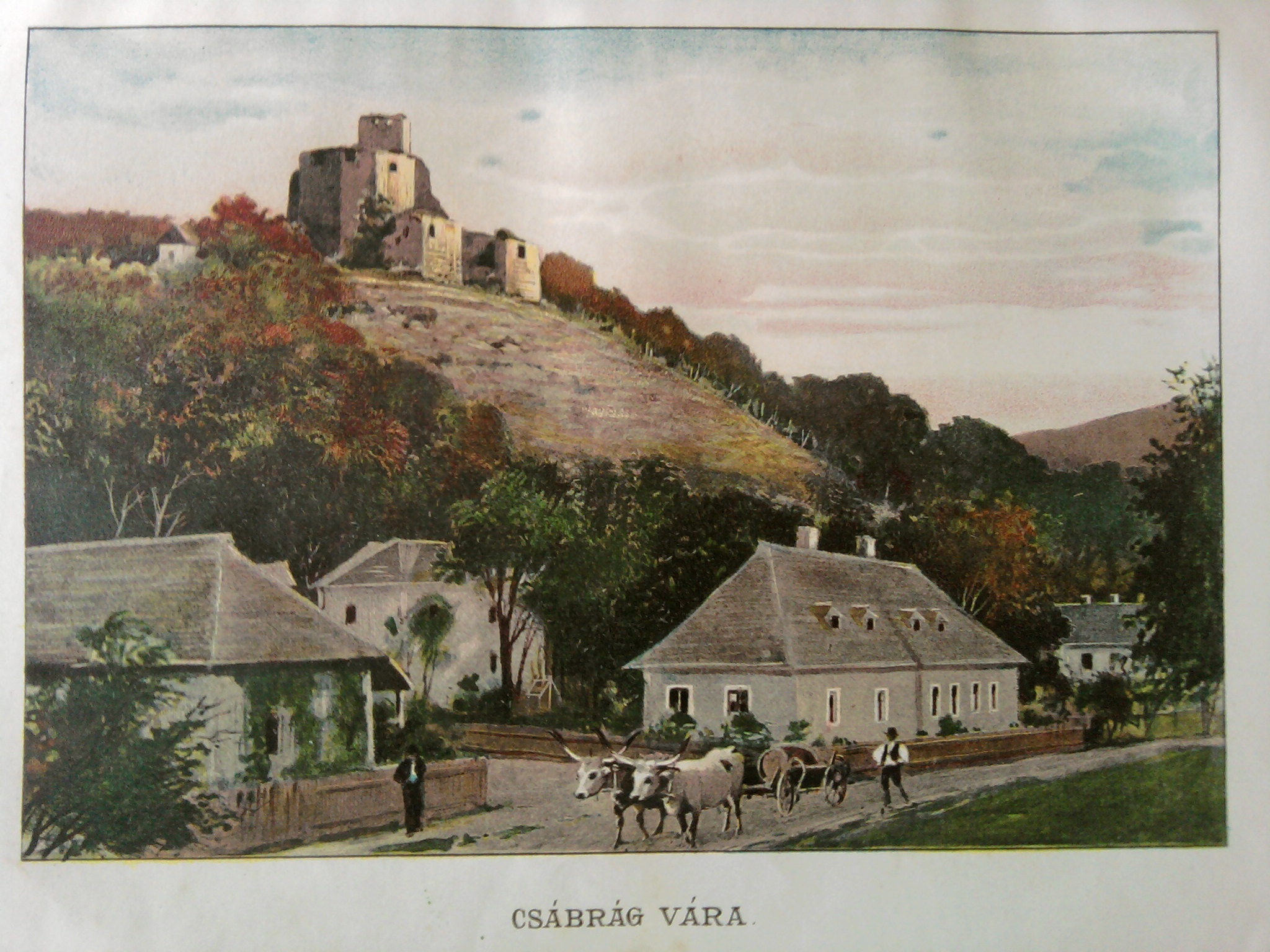
Burg Csabrag, 1622 an Peter Kohary verliehen. Bis 1750 Hauptsitz der Familie, dann von Schloss Svätý Anton abgelost. 1812 durch einen Brand zerstört.
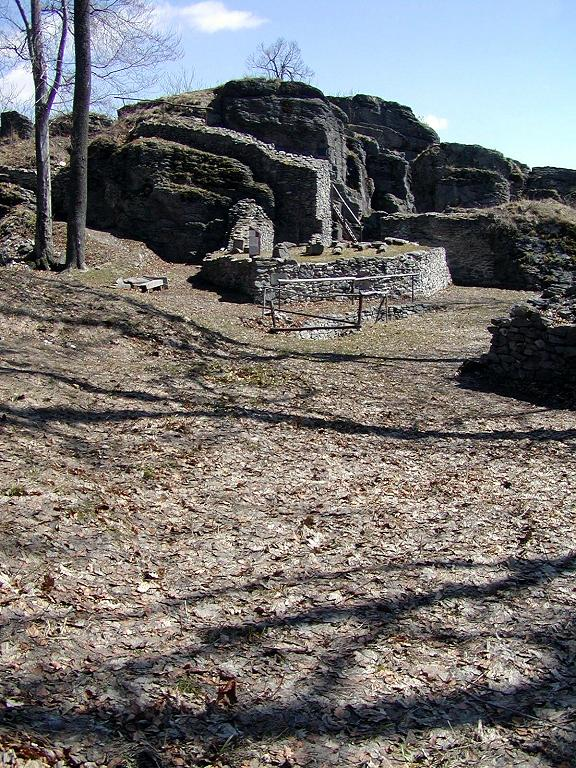
Burg Szituna in den Schemnitzer Bergen, 1629 an Peter Koháry verliehen. 1703 beim Aufstand von Franz II. Rákóczi zerstört.
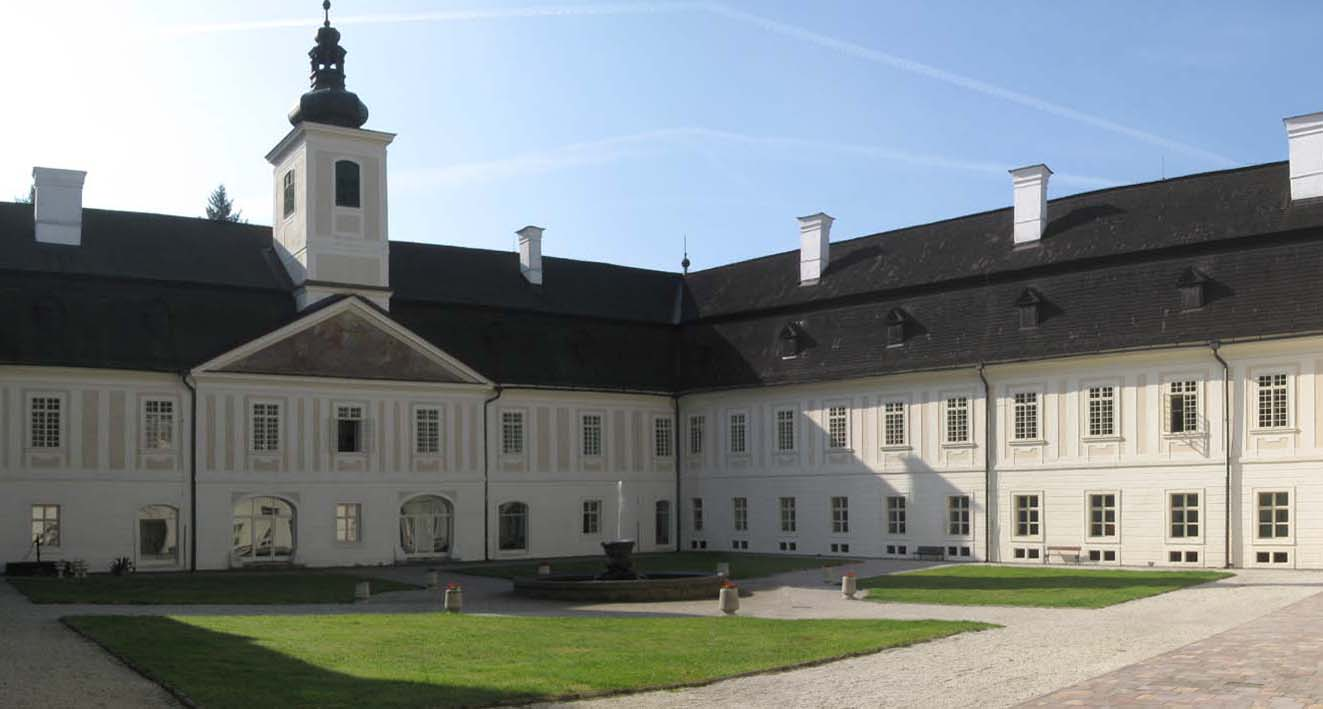
Sankt Anton, seit 1622 in Familienbesitz. Anfang des 18. Jhdts. als Zweiflügelanlage errichtet, um 1750 von Graf Andreas Koháry zum Vierflügelbau erweitert. Die prächtige Ausstattung des Schlosses ist bis heute erhalten und als Teil des Slowakischen Jagdmuseum zu besichtigen.
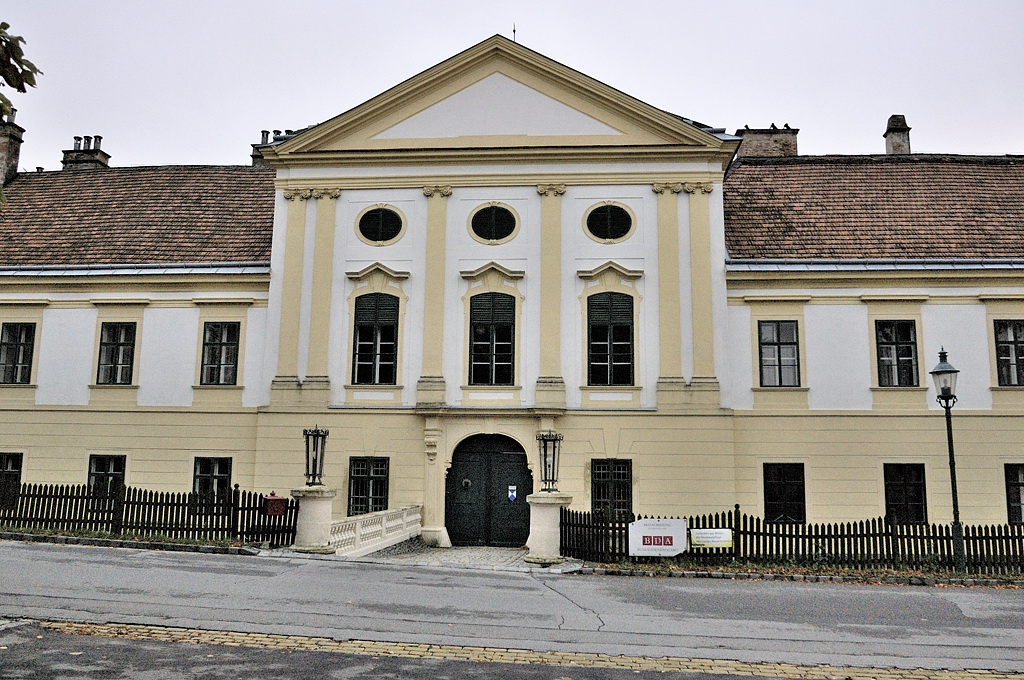
Schloss Ebenthal (Niederösterreich), 1732 von Graf Andreas Koháry erworben und zu einem repräsentativen Landsitz ausgebaut.
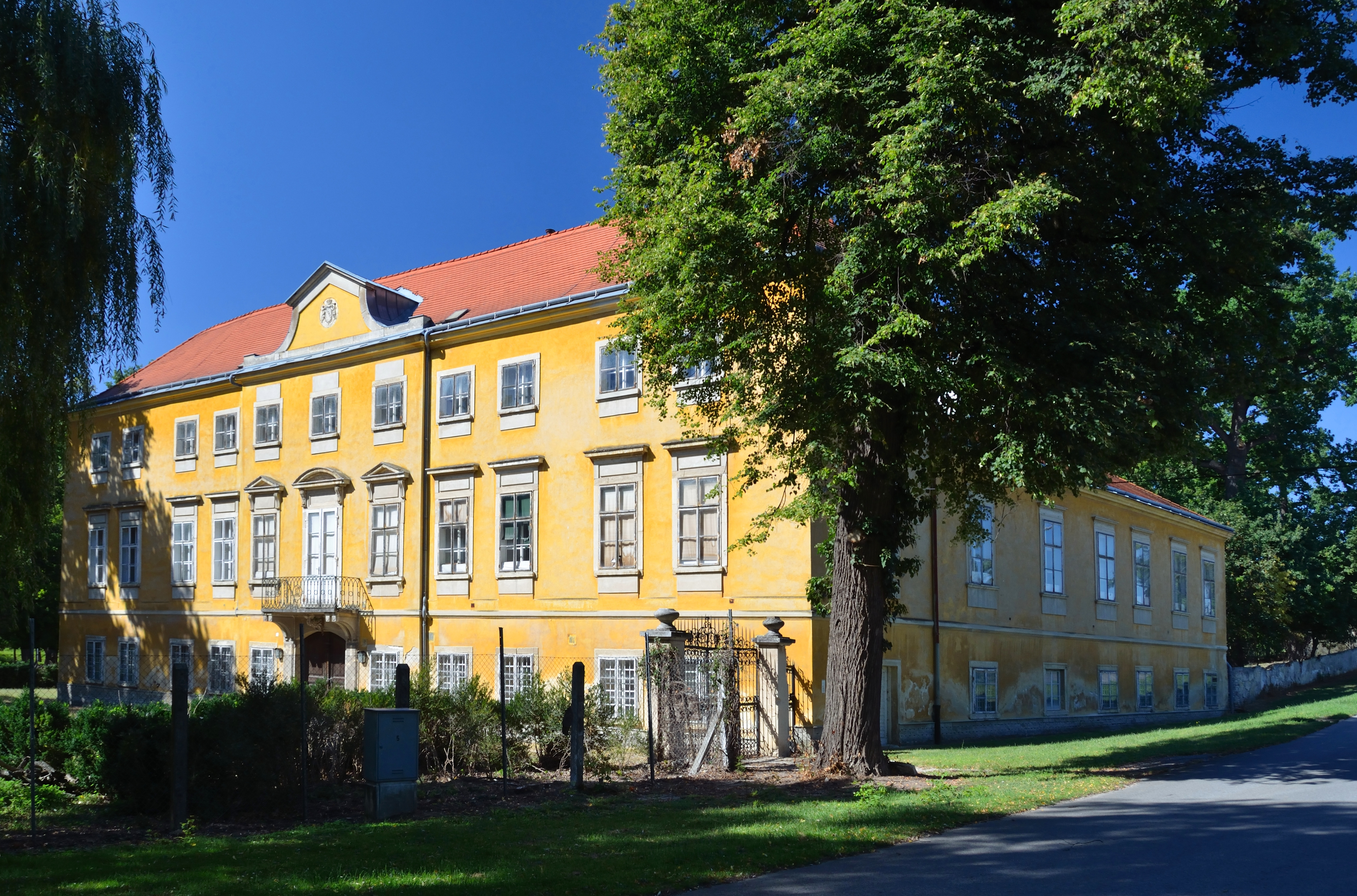
Schloss Walterskirchen, 1733 von Graf Andreas Koháry erworben; heute im Besitz des Hauses Sachsen-Coburg-Koháry.
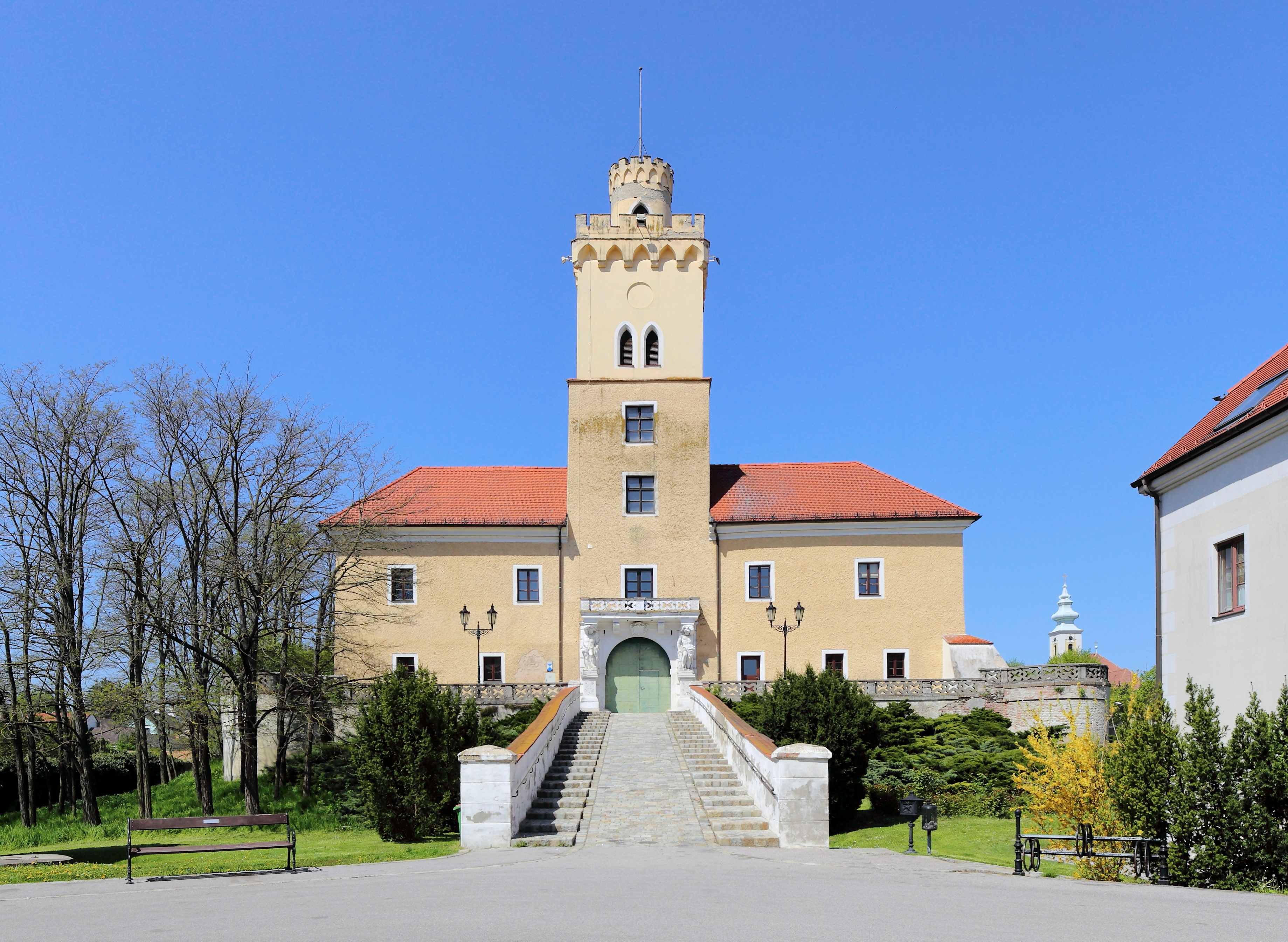
Schloss Dürnkrut, 1778 gekauft.

## Grablegen
In der Abteikirche von Hronský Beňadik befindet sich die Familiengruft der Koháry. Als letzte wurden hier 1826 Franz Joseph Koháry und 1854 seine Frau Maria Antonia von Waldstein beigesetzt.  1902 wurde im Auftrag Ferdinands von Bulgarien ein Denkmal in der Kirche für Stephan II. Koháry unterhalb seines Epitaphs errichtet. In Kleinhadersdorf in Niederösterreich ließ Franz Joseph Koháry seinen einzigen Sohn Franz Seraph Koháry (1792–1798), seine Mutter Maria Gabriela Gräfin Cavriani (1736–1803) und drei weitere Verwandte beisetzen, 1840 entwarf Franz Neumann ein neugotisches Grabdenkmal dafür.

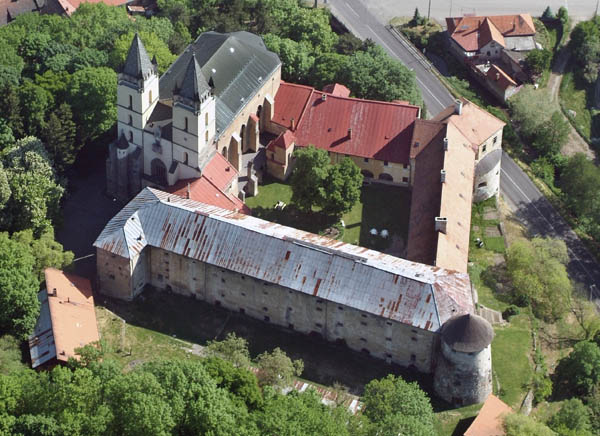
Kloster Hronský Beňadik
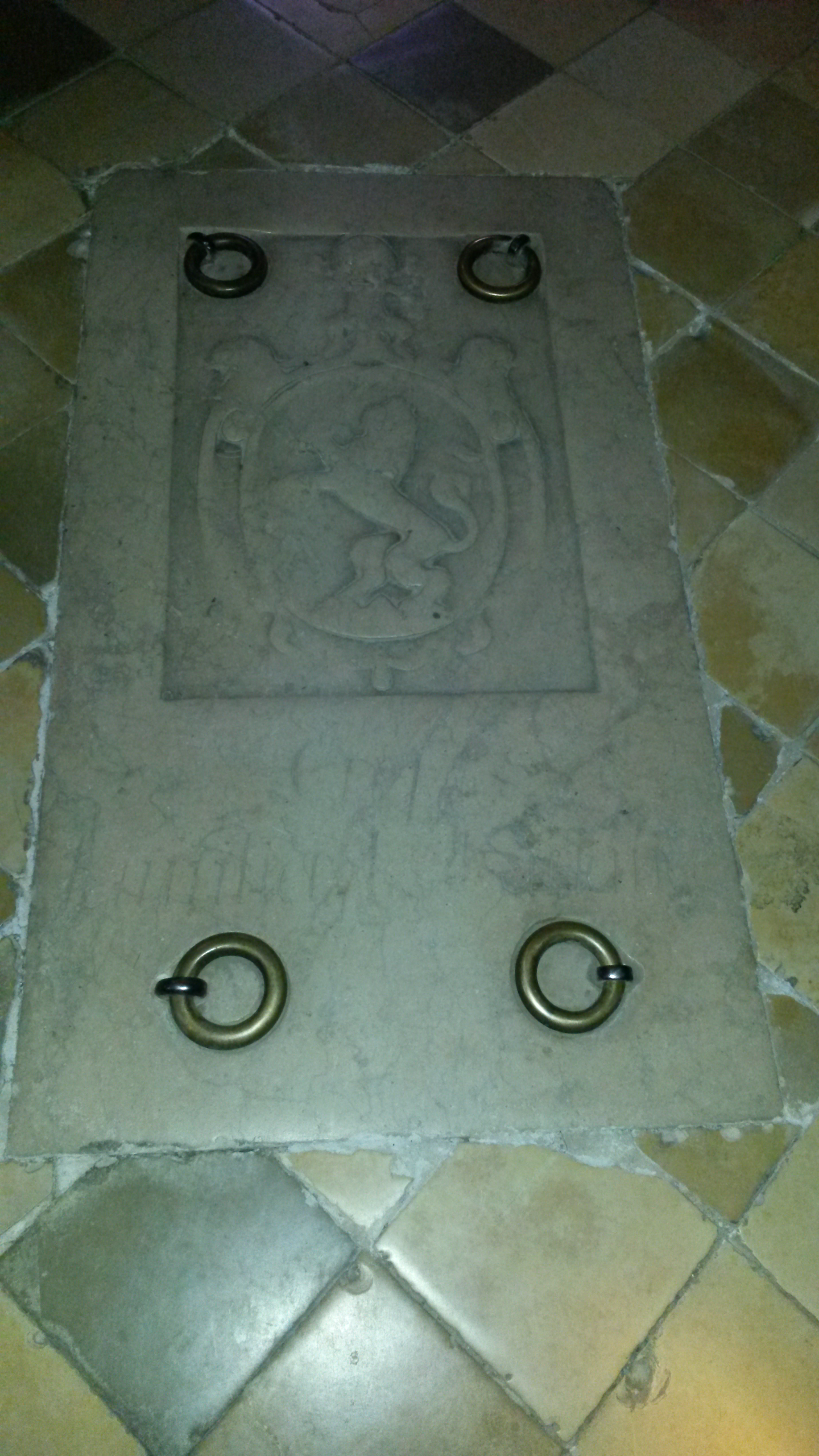
Grabplatte mit dem Familienwappen im Mittelgang der Abteikirche
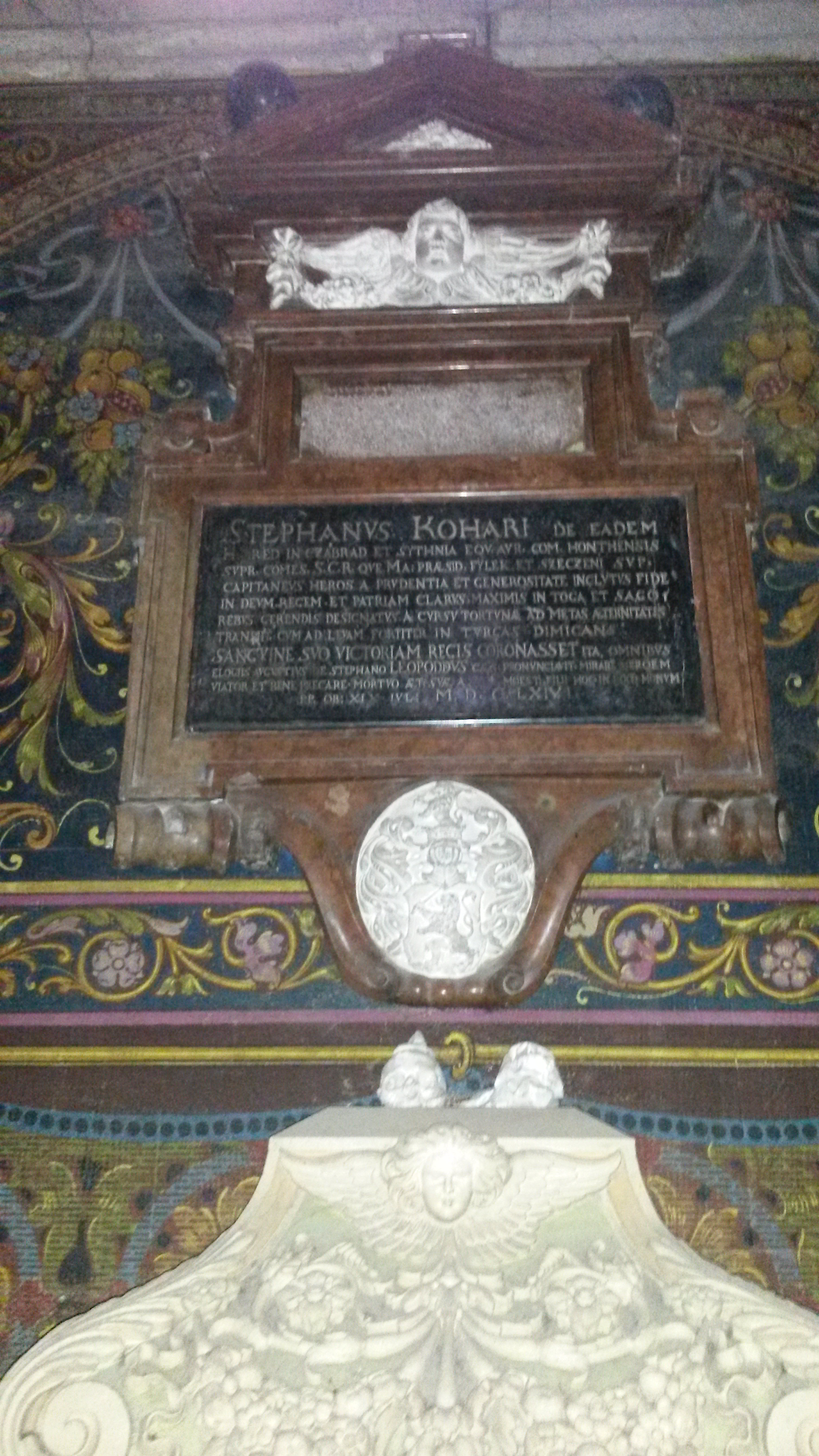
Epitaph von Stephan II. Koháry
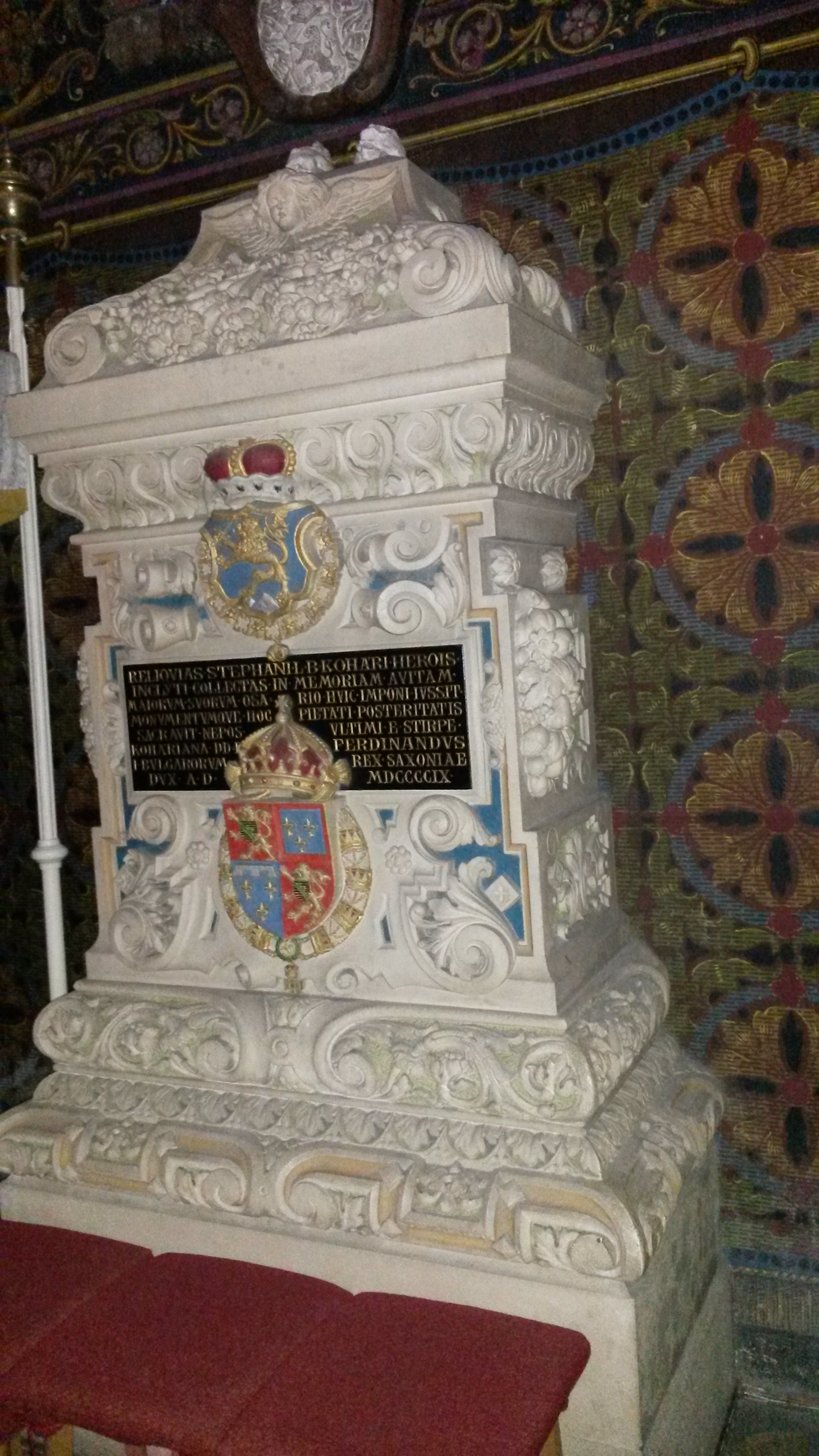
Denkmal für Stephan II., gestiftet von Ferdinands von Bulgarien
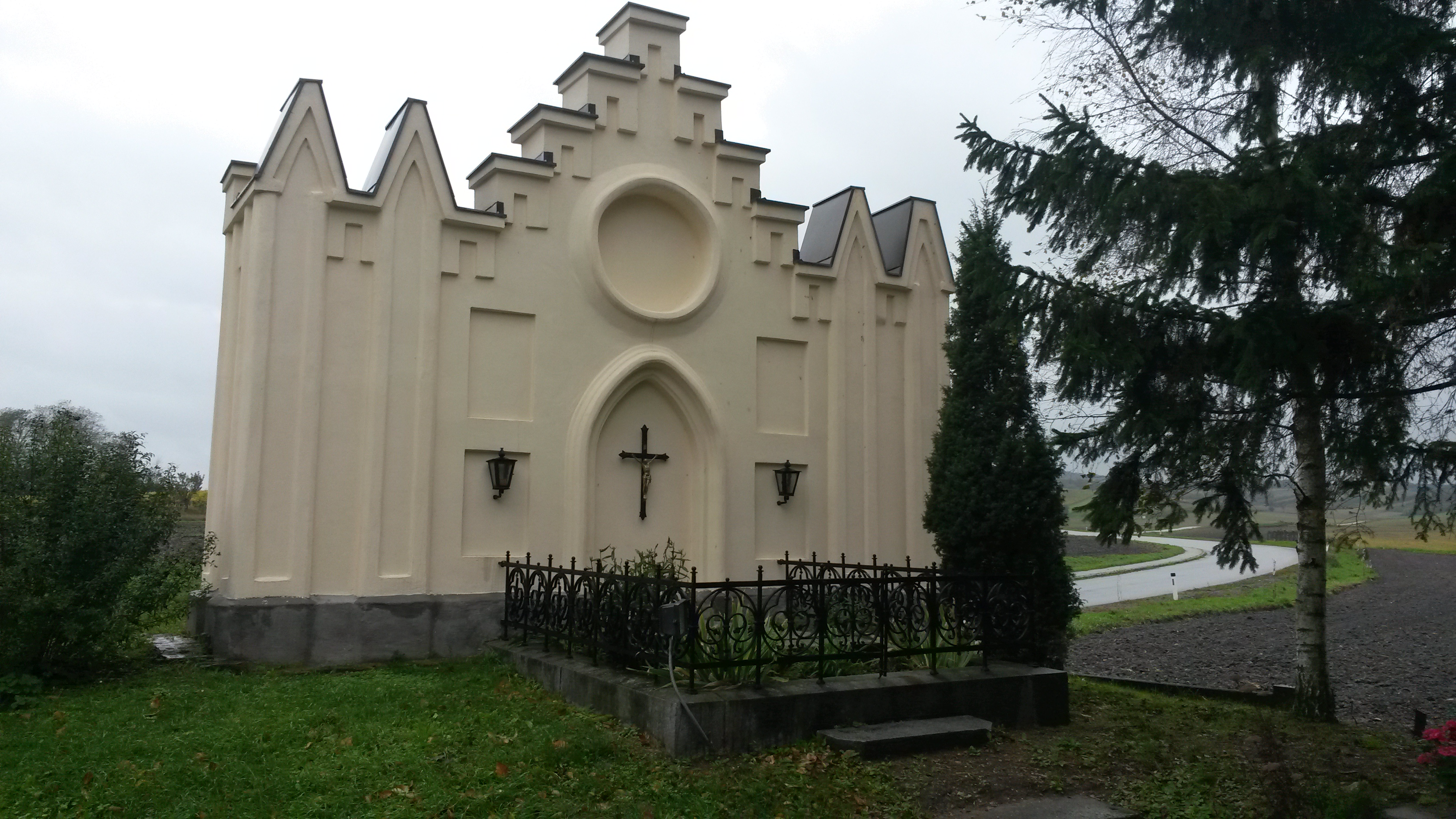
Koháry-Gruft in Kleinhadersdorf

## Wappen

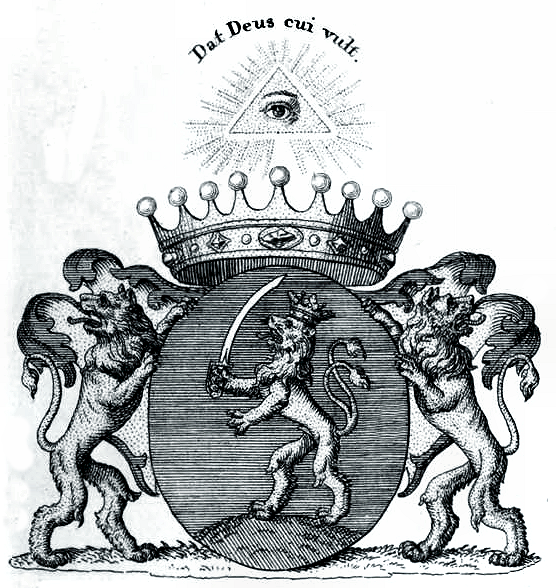
Wappen der Grafen von Koháry

Das Wappen der Koháry wird folgendermaßen beschrieben: „Das unveränderte alte Geschlechtswappen ist ein himmelblauer Schild, worin ein aufsteigender gekrönter goldener Löw, welcher in seiner rechten Pranke einen bloßen Säbel zum Hieb gerichtet emporhält, rechts gewendet auf einem niedrigen weißen Felsen steht. Oben ziert den Schild eine Grafenkrone, über welcher das Auge Gottes mit goldenen Strahlen umgeben schwebet, mit dem darübergesetzten Devis: Dat Deus cui vult (Gott gibt wem er will).“